# 奧斯卡·文特
奧斯卡·文特（瑞典語：Oscar Wendt；1985年10月24日—）是一位瑞典足球運動員，場上司职左後衛，現在效力於瑞典超球隊哥登堡體育會。他也代表瑞典国家队參加国际比賽。